# Milan Doleček (1957)
Milan Doleček starší (* 30. listopadu 1957, Praha) je bývalý český veslař, po skončení závodnické kariéry pak úspěšný veslařský trenér.
Účastnil se LOH 1980 v Moskvě a LOH 1988 v Soulu. V Moskvě byl členem posádky osmiveslice, která vyjela čtvrté místo, v Soulu pak vesloval na čtyřce s kormidelníkem, která skončila osmá..
Na Mistrovství světa ve veslování byl jeho největším úspěchem bronz na dvojce s kormidelníkem z MS 1982 v Luzernu. Veslovali Milan Doleček starší a Milan Škopek, kormidelníkem byl Oldřich Hejdušek.
Po skončení závodnické kariéry se věnuje trenérské práci, trénoval i svého syna Milana Dolečka mladšího, ale především je znám jako trenér Ondřeje Synka, kterého přivedl k několika titulům mistra světa a k olympijskému stříbru z LOH 2012 v Londýně.